# Río Albany
El río Albany (en inglés: Albany River) es un largo río de Canadá que discurre en Ontario septentrional y fluye hacia el noreste desde el lago Saint Joseph en Ontario noroccidental y desemboca en la bahía de James. Tiene 980 km de largo, siendo el río más largo de la provincia de Ontario. Es navegable en un tramo de 400 km. Drena una amplia cuenca de 135.200 km², mayor que países como Grecia o Nicaragua. 
Sus principales afluentes son los ríos Cat, Kenogami (320 km), Ogoki (480 km) y el Drowning.

## Geografía

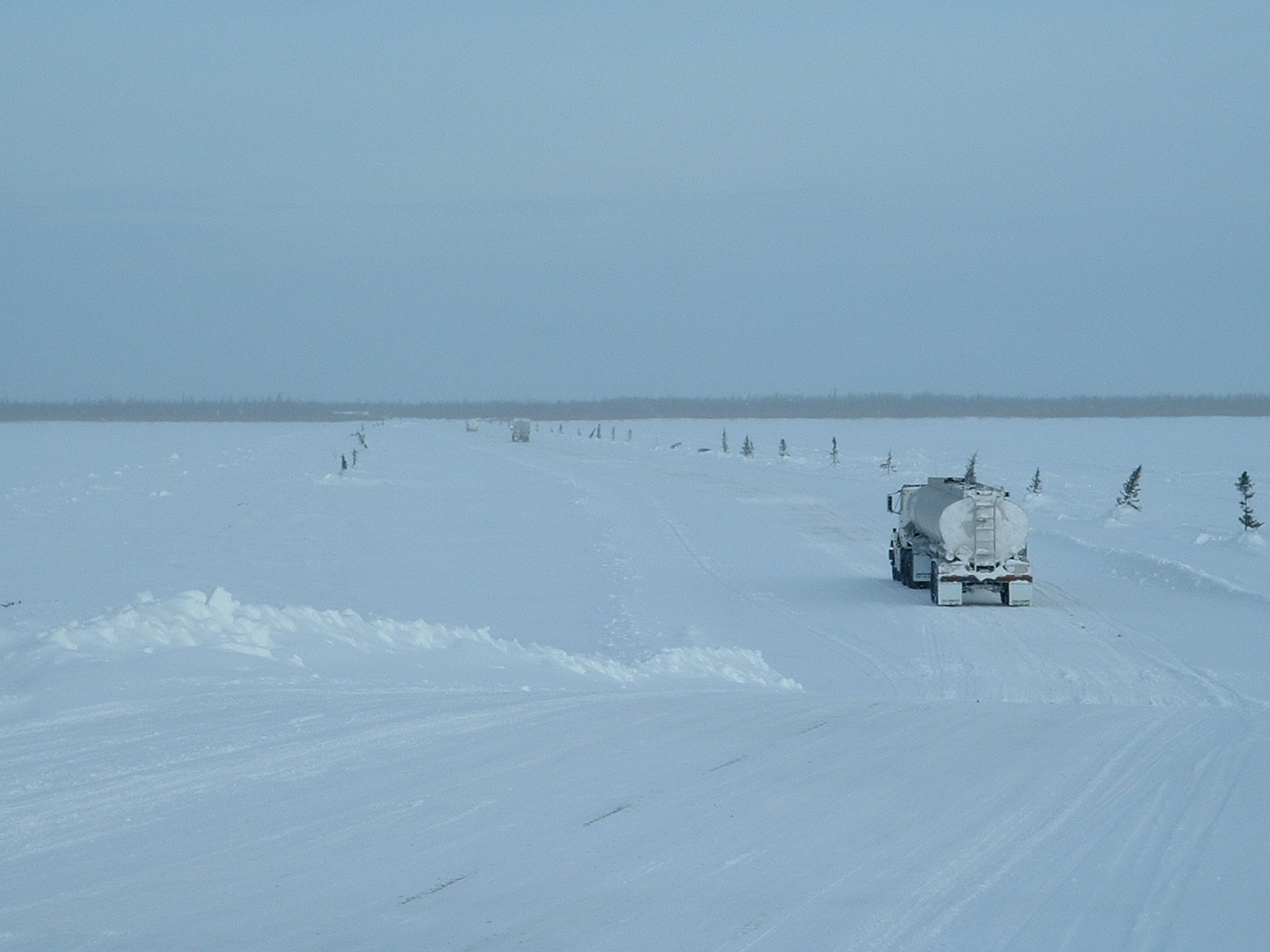
Carretera de invierno cruzando el río Albany.

Durante gran parte de su curso, el río Albany define la frontera entre el distrito de Kenora, el de la bahía de Thunder y el de Cochrane. La tierra al norte del río Albany era parte de los Territorios del Noroeste hasta 1912, cuando fueron transferido a Ontario en la Ontario Boundaries Extension Act, 1912.
Ha sido establecido un parque fluvial provincial en el río al norte del Parque provincial Wabakimi.

## Historia
El río recibe su nombre de Jacobo, duque de York y duque de Albany, quien más tarde se convirtió en rey con el nombre de Jacobo II de Inglaterra.
La Compañía de la bahía de Hudson tenía un puesto de comercio de pieles en Fort Albany en la desembocadura de este río, que era una importante ruta en los tiempos del comercio de pieles.